# Liste der Kulturdenkmäler in Meckel
In der Liste der Kulturdenkmäler in Meckel sind alle Kulturdenkmäler der rheinland-pfälzischen Ortsgemeinde Meckel aufgeführt. Grundlage ist die Denkmalliste des Landes Rheinland-Pfalz (Stand: 27. Juni 2022).

## Denkmalzonen
| Bezeichnung          | Lage                                    | Baujahr                 | Beschreibung | Bild |
| -------------------- | --------------------------------------- | ----------------------- | --- | ---- |
| Denkmalzone Ortskern | Hauptstraße 19–36, Kirchstraße 1–7 Lage | 18. und 19. Jahrhundert | ehemals zur Unterpropstei Echternach gehörender Ortsteil südlich des Nüßbachs, entlang der Hauptstraße in ungewöhnlicher Dichte erhaltene stattliche, zum Teil großbäuerliche Höfe aus dem 18. (mit segmentbogig geschlossenen genischten Fensterstürzen) und 19. Jahrhundert einschließlich Schule und neuer und alter Kirche samt Kirchhof | BW   |

## Einzeldenkmäler
| Bezeichnung                                   | Lage                                   | Baujahr                                | Beschreibung | Bild                           |
| --------------------------------------------- | -------------------------------------- | -------------------------------------- | --- | ------------------------------ |
| Hofanlage                                     | Bergstraße 1 Lage                      | 1843                                   | Streckhof, bezeichnet 1843 | BW                             |
| Wohnhäuser                                    | Hauptstraße 3, 5/5a Lage               | 1821 und 1824                          | zwei siebenachsige Zeilenwohnhäuser, Nr. 3 bezeichnet 1824, Nr. 5/5a bezeichnet 1821; die innenliegenden vier Achsen jünger | BW                             |
| Wegekreuz                                     | Hauptstraße, vor Nr. 6 Lage            | 1845                                   | Schaftkreuz, bezeichnet 1845 | BW                             |
| Hofanlage                                     | Hauptstraße 7 Lage                     | 1827                                   | Hofanlage; stattliches Wohnhaus, bezeichnet 1827, Scheune, Kalksteinquaderbau, bezeichnet 1905 | BW                             |
| Wegekreuz                                     | Hauptstraße, vor Nr. 15 Lage           | 1664                                   | barockes Schaftkreuz, bezeichnet 1664, Abschlusskreuz nicht zugehörig | Fotos hochladen                |
| Wohnhaus                                      | Hauptstraße 19 Lage                    | 1767                                   | stattliches Wohnhaus, bezeichnet 1767, gekuppelte Fenster vom Ende der 1920er Jahre | BW                             |
| Hofanlage                                     | Hauptstraße 21 Lage                    | 1836                                   | Hofanlage; Wohnhaus, bezeichnet 1836, Wirtschaftsgebäude jünger | BW                             |
| Quereinhaus                                   | Hauptstraße 21a Lage                   | 17. dem Jahrhundert                    | Quereinhaus, bezeichnet 1789, im Kern wohl aus dem 17. dem Jahrhundert | BW                             |
| Wohnhaus                                      | Hauptstraße 25 Lage                    | 1765                                   | barockes Wohnhaus mit Krüppelwalmdach, bezeichnet 1765, Erweiterung in der zweiten Hälfte des 19. Jahrhunderts | BW                             |
| Wohnhaus                                      | Hauptstraße 27 Lage                    | 1767                                   | Wohnhaus, breit gelagerter Krüppelwalmdachbau, bezeichnet 1767, Wirtschaftsgebäude aus dem 19. Jahrhundert, eines bezeichnet 1858 | BW                             |
| Wohnhaus                                      | Hauptstraße 28 Lage                    | Mitte des 18. Jahrhunderts             | sechsachsiges Wohnhaus, bezeichnet 1860, im Kern älter (spätbarockes Portal, Mitte des 18. Jahrhunderts) | BW                             |
| Hofanlage                                     | Hauptstraße 31 Lage                    | 1820                                   | stattlicher Dreiseithof; Wohnhaus, bezeichnet 1820, Wirtschaftsgebäude jünger, Scheune bezeichnet 1877 | BW                             |
| Hofanlage                                     | Hauptstraße 32, Kirchstraße 2 Lage     | 1847                                   | reicher Dreiseithof; siebenachsiges Wohnhaus, bezeichnet 1847 | BW                             |
| Katholische Pfarrkirche St. Bartholomäus      | Kirchstraße 1 Lage                     | 1896–98                                | neugotischer sandsteingegliederter Kalksteinquaderbau, 1896–98, Architekt Reinhold Wirtz, Trier; mit Ausstattung; klassizistischer Pumpenstock, wohl aus der Weilerbacher Hütte | weitere Bilder Fotos hochladen |
| Alte katholische Pfarrkirche St. Bartholomäus | Kirchstraße 7 Lage                     | spätes 15. oder frühes 16. Jahrhundert | spätgotischer Einstützenraum, spätes 15. oder frühes 16. Jahrhundert, Chor eventuell älter, romanischer Turm; mit Ausstattung; auf dem Kirchhof Rotsandsteingrabsteine: Priestergrabmale Hennes († 1939) und Weiler († 1949), barocke und jüngere Grabkreuze, unter anderem Kreuz von 1772, Sockel neugotisch; Gesamtanlage mit Friedhof, mit barocken Kreuzen und Grabsteinfragmenten; vor der Zufahrt Grabkreuz M. Wurz, bezeichnet 1837 | weitere Bilder Fotos hochladen |
| Wegekreuz                                     | Meibrücker Straße Lage                 | 17. oder 18. Jahrhundert               | barockes Schaftkreuz | BW                             |
| Wohnhaus                                      | Schmiedestraße 3 Lage                  | 1872                                   | sechsachsiges Wohnhaus mit Krüppelwalmdach, bezeichnet 1872, Wirtschaftsteil jünger (Spolie bezeichnet 1872); Hofeinfriedung erhalten | BW                             |
| Hofanlage                                     | Schmiedestraße 7 Lage                  | Ende des 19. Jahrhunderts              | Wohnhaus mit ehemaliger Schmiede, Ende des 19. Jahrhunderts, Stallscheune | BW                             |
| Wegekreuz                                     | nordwestlich des Ortes an der L 2 Lage | 1913                                   | Schaftkreuz, bezeichnet 1913 | BW                             |
| Badenborner Kreuzchen                         | nördlich des Ortes an der K 22 Lage    | zweite Hälfte des 18. Jahrhunderts     | Wegekreuz; reliefiertes spätbarockes Stationskreuz, Kreuz nicht zugehörig | BW                             |
| Wegekreuz                                     | südöstlich des Ortes an der K 29 Lage  | 1849                                   | Gedenkkreuz, bezeichnet 1849 | BW                             |